# Varėna
Varėna (in lingua russa: Ораны; in lingua polacca: Orany) è il capoluogo dell'omonimo comune distrettuale, situato nella Lituania meridionale.
La città fu fondata nel 1862 nei pressi della ferrovia che collega Varsavia a San Pietroburgo. Divenne il capoluogo del distretto di Varėna nel 1950. Negli anni '70 la città crebbe considerevolmente per via dell'industrializzazione dell'area. Il distretto di Varėna è il più esteso della Lituania, e vanta della più grande superficie forestale della nazione.

## Amministrazione

### Gemellaggi
- Mikołajki